# René Angélil
René Angélil (Montréal, 16 januari 1942 - Henderson, 14 januari 2016) was een Canadees muziekproducent, manager, en zanger. Hij was de manager en echtgenoot van Céline Dion. Hij overleed ten gevolge van keelkanker.

## Biografie
Angélil werd geboren in Montréal als zoon van Syrische en Libanese ouders. Hij studeerde aan het College Saint-Viateur in Outremont, en aan het College André-Grasset in Montréal.

## Carrière
Angélil startte in 1961 als popzanger en formeerde een rockgroep, genaamd "Les Baronets". Ze hadden enkele hits in de jaren 60 die voornamelijk vertalingen van Engelstalige popnummers waren. Na het einde van de groep in 1972 begon hij als manager van artiesten.
Na het ontvangen van een cassette van de toen twaalfjarige Céline Dion nodigde hij haar uit voor een auditie in Québec. Angélil begon als haar manager in 1981 en reisde mee op toer naar Canada, Japan, en Europa.

## Persoonlijk leven
Toen Angélil 45 jaar was kreeg hij een relatie met Céline Dion die toen 19 jaar was. Ze trouwden op 17 december 1994 in de Notre-Dame van Montréal, dat live werd uitgezonden op de Canadese televisie. Het paar kreeg drie kinderen.

## Gokken
Angélil was een fervent gokker en kwalificeerde voor de World Series of Poker Tournament of Champions in 2005. In 2007 eindigde hij met prijzengeld tijdens het Mirage Power Showdown evenement op de World Poker Tour (WPT).